# Chou Chieh-yu
Chou Chieh-yu (* 2. Dezember 1986) ist eine taiwanische Poolbillardspielerin. Sie gewann 2013 die Goldmedaille bei den World Games. 

## Karriere
2007 erreichte Chou Chieh-yu bei der Taiwan Women’s 9-Ball Championship das Halbfinale. Bei der 9-Ball-Weltmeisterschaft 2008 erreichte sie das Viertelfinale. Im November desselben Jahres zog sie bei der All Japan Championship ins Finale ein, in dem sie sich jedoch der Chinesin Pan Xiaoting geschlagen geben musste. Im Mai 2009 schied sie bei der 9-Ball-WM im Achtelfinale aus. Wenige Wochen später gewann sie mit den Amway World Open zum ersten Mal ein internationales Profiturnier. Die im November erstmals ausgetragene 10-Ball-WM endete für sie bereits im Achtelfinale.
2010 gewann sie die Japan Open und erreichte bei der 9-Ball-WM das Viertelfinale. Bei den Asienspielen 2010 sicherte sie sich die Silbermedaille im 9-Ball und Bronze im 8-Ball. Im folgenden Jahr zog sie bei den Beijing Open ins Finale ein, in dem sie gegen Cha Yu-ram verlor, und gelangte bei den China Open ins Viertelfinale sowie bei der 9-Ball-WM ins Achtelfinale. 2012 gewann sie im März zum zweiten Mal die Amway World Open und besiegte im Endspiel der All Japan Championship im November ihre Landsfrau Tan Ho-yun. Bei den beiden Weltmeisterschaften im Sommer 2012 musste sie sich jedoch wieder frühzeitig geschlagen geben: Im 9-Ball im Achtelfinale und im 10-Ball in der Runde der letzten 32.
Im März 2013 erreichte Chou bei den Amway World Open das Halbfinale. Im Juli 2013 erzielte sie bei den World Games im kolumbianischen Cali ihren bis dahin größten Erfolg: Beim 9-Ball-Wettbewerb zog sie mit Siegen gegen Mirjana Grujicic sowie die Goldmedaillengewinnerinnen von 2005, Jasmin Ouschan, und 2009, Kelly Fisher, ins Finale ein, in dem sie die damalige 10-Weltmeisterin Kim Ga-young mit 9:8 besiegte und damit als erste Taiwanerin die Goldmedaille gewann. Wenige Tage später schied sie bei der 9-Ball-WM in der Runde der letzten 32 aus, bei der 10-Ball-WM in der Runde der letzten 16. Im November 2013 erreichte sie bei der All Japan Championship das Halbfinale und unterlag der späteren Turniersiegerin Akimi Kajitani.
Im März 2014 gewann Chou zum dritten Mal die Amway World Open. Bei der 9-Ball-Weltmeisterschaft 2014 unterlag sie im Achtelfinale der Chinesin Chen Siming. Ein Jahr später gewann sie ihre erste WM-Medaille, als sie nach Siegen gegen die früheren Weltmeisterinnen Allison Fisher und Yu Han das Halbfinale erreichte, in dem sie mit 7:9 gegen Titelverteidigerin Liu Shasha verlor. Bei der WM 2016 schied sie im Achtelfinale aus. Bei den World Games 2017 gewann Chou als Titelverteidigerin ihr Auftaktspiel gegen Ina Kaplan, verlor aber anschließend im Viertelfinale mit 8:9 gegen die Philippinerin Chezka Centeno.

### Mannschaftskarriere
Bei der Team-Weltmeisterschaft war Chou zweimal als einzige Frau Teil der taiwanischen Mannschaft. 2012 wurde sie Weltmeisterin, 2014 erreichte sie das Viertelfinale.

## Erfolge
- Amway World Open: 2009, 2012, 2014
- Japan Open: 2010
- Mannschaftsweltmeisterin: 2012
- All Japan Championship: 2012
- World Games: 2013
- 10-Ball-WM: 2022
- 9-Ball-WM: 2023